# Tibor Halasi-Kun
Tibor Halasi Kun (n. 19 ianuarie 1914, Zagreb, Regatul autonom Croația-Slavonia – d. 19 octombrie 1991) a fost un orientalist și profesor universitar maghiar, membru de onoare (din 1986) al Academiei Maghiare de Științe. Numele lui a fost Tibor Kun până în 1944. A fost fratele lui György Halasi Kun.

## Biografie
S-a născut la 19 ianuarie 1914 în orașul Zagreb, aflat atunci în Austro-Ungaria, într-o familie de etnie maghiară. Părinții săi s-au mutat la Budapesta după Primul Război Mondial. Tibor Kun a urmat studii la Universitatea „Pázmány Péter” din Budapesta, unde i-a avut ca mentori pe profesorii Gyula Németh și Lajos Fekete și a obținut în 1936 un doctorat în studii turcești. Teza sa de doctorat despre mărturisirea de credință în limba turcă a patriarhului Ghenadie Scholarios a fost publicată în limba maghiară la Kőrösi Csoma-Archivum și postum în limba engleză.
După ce a lucrat o scurtă perioadă la Muzeul Național Maghiar a fost cooptat de profesorul Németh la catedra de limba turcă a Universității din Budapesta mai întâi pe post de cercetători și apoi ca asistent universitar. A predat acolo până în 1943, când a fost invitat ca profesor de studii maghiare la Universitatea din Ankara; a deținut poziția de director al Institutului Maghiar din Ankara timp de zece ani. A promovat cultura maghiară în Turcia și a contribuit la publicarea traducerilor din literatura maghiară în limba turcă.
În 1952 a acceptat oferta de a preda studii turce la Universitatea Columbia și s-a mutat la New York. A fost profesor asociat (1952-1959) și profesor titular (1959-1982), iar în perioada în care a predat acolo departamentul de studii orientale de la Universitatea Columbia a devenit unul dintre primele trei centre principale de studii referitoare la Orientul Mijlociu  din SUA. A fost primul director al Centrului de Studii Turcești al Universității Columbia (1953-1982), președinte al Departamentului de Limbi și Culturi din Orientul Mijlociu (1959-1966), primul președinte al American Research Institute in Turkey (1963-1968), fondator și redactor al Publications of Near and Middle East Studies din cadrul Universității Columbia (1962-1972), Near and Middle East Monographs (1972-1991), Archivum Ottomanicum (1972-1991) și Archivum Eurasiae Medii Aevi (1975-1991), membru de onoare al Academiei Maghiare de Științe, al Türk Tarih Kurumu (Societatea Turcă de Istorie) din Ankara și al Societății Kőrösi Csoma din Budapesta.
A fost un cercetător conștiincios al istoriei otomane și a contribuit la formarea unei generații de studenți în studii turcești. A cercetat istoria migrației maghiare, a Caucazului și a Imperiul Otoman. A murit la 19 octombrie 1991.

## Publicații selectate
- Gennadios török hitvallása (1936)
- A magyarság kaukázusi története (Istoria maghiarilor din Caucaz) (1943, 1986)
- Peoples and Languages of the Caucasus (1959, 1979)
- The Caucasus (1962)
- Kipchak Philology and the Turkic Loanwords in Hungarian (1975)
- Ottoman Data on Lesser Cumania (1984)